# Alabastrová jeskyně
Alabastrová jeskyně je jedna z mnoha krasových, veřejnosti nepřístupných jeskyní Belianských Tater. Tato jeskyně se nachází v masívu Bujačího vrchu. V roce 1981 byla vyhlášena přírodní památkou. Délka chodeb této jeskyně činí asi 400 metrů. V hlavní chodbě jeskyně našli speleologové vodopád a krasové jezírko.
Byla objevena v roce 1830 jistým Mullerem. Do vytvoření Tanapu byla volně přístupná chodníkem z Tatranské Kotliny nebo přes Suchou dolinu. Po jeho vytvoření se nachází v 5. stupni ochrany, tedy je nepřístupná pro veřejnost. Je domovem vzácného druhu netopýra a nočních motýlů. Sádrovec-alabastr a jeho stalaktity, jsou značně poškozené, odlámané, což je následek volného přístupu v minulosti.
V blízkosti jeskyně se nachází „Ledový sklep“, což je také jeskynní útvar, ale bez jakékoliv výzdoby. Tvoří ji ohromný portálový vchod, který se postupně zužuje a asi po 100 metrech zaniká.